# Epipedocera cabigasiana
Epipedocera cabigasiana är en skalbaggsart som beskrevs av Antonio Vives 2005. Epipedocera cabigasiana ingår i släktet Epipedocera och familjen långhorningar.
Artens utbredningsområde är Filippinerna. Inga underarter finns listade i Catalogue of Life.